# MUFON

Logo-ul MUFON

Mutual UFO Network (MUFON) este o organizație americană non-profit care investighează cazurile raportate de observații a OZN-urilor. Este una dintre cele mai vechi și mai mari organizații OZN de anchetă din Statele Unite ale Americii.
MUFON a fost stabilit inițial ca Midwest UFO Network în Quincy, Illinois pe 30 mai 1969 de către Walter H. Andrus, Allen Utke, John Schuessler și alții. Majoritatea primilor membrii ai MUFON erau asociați cu APRO (Organizația de Cercetare a Fenomenelor Aeriene). 
Împreună cu FUFOR (the Fund for UFO Research) și CUFOS (Centrul J. Allen Hynek pentru studii OZN), MUFON este parte a UFO Research Coalition. 